# 杜祁
杜祁（？—？），祁姓，為晉文公夫人，生下公子雍。

## 生平
杜祁是晉文公的愛妾，在晉文公的妻妾中位次第二。由於晉襄公為國君的緣故，讓位給晉襄公的生母偪姞而使她在上；其後又由於強鄰狄人的緣故，讓位給季隗而自己居她之下。所以晉文公夫人的位次變成第四：次於文嬴、偪姞、季隗，高於齊姜、辰嬴而已。
公元前621年（周襄王三十一年）春，趙盾執掌晉國國事。
同年八月，晉襄公去世，太子公子夷皋尚在襁褓中，因為連年發生禍難，晉國人打算立年長的國君。正卿中軍將趙盾屬意公子雍，說：「立公子雍為君。公子雍樂於行善而且年長，先君晉文公寵愛他，而且為晉國的老朋友秦國所親近。能安排好人就鞏固，立年長的人就名正言順，立先君所愛就合於孝道，結交老朋友就安定。因為禍難的緣故，所以要立年長的國君。有了這四項德行的人，禍難就必定可以緩和了。」亞卿中軍佐狐射姑想擁立辰嬴的兒子公子樂，說：「不如立公子樂。辰嬴受到兩位國君的寵愛，立她的兒子，百姓必然安定。」趙盾說：「辰嬴低賤，位次第九，她的兒子有什麼威嚴呢？而且為兩位國君所寵幸，這是淫蕩。作為先君的兒子，不能求得大國而出居小國，這是鄙陋。母親淫蕩，兒子鄙陋，就沒有威嚴；陳國小而且遠，有事不能救援，怎麼能安定呢？杜祁由於國君的緣故，讓位給偪姞而使她在上；由於狄人的緣故，讓位給季隗而自己居她之下，所以位次第四。先君因此喜歡她的兒子公子雍，讓他在秦國做官，做到亞卿。秦國大而且近，有事足以救援；母親具有道義，兒子受到喜歡，足以威臨百姓。立公子雍，不也可以嗎？」趙盾就派先蔑和士會到秦國迎接公子雍，狐射姑也派人到陳國召回公子樂，趙盾派人在郫地殺了公子樂。
然而，晉襄公曾遺命立夷皋為君，趙盾欲迎立正在秦國作亞卿的公子雍（晉文公與杜祁之子），但襄公夫人穆贏抱夷皋在朝堂大哭，以「先君之命」責備趙盾，趙盾和各大夫被逼不過，只得背著先蔑等人立夷皋為君，是為靈公。晉國發兵抵禦秦國護送公子雍的軍隊。四月初一，晉軍在令狐打敗秦軍，一直追到刳首。次日，先蔑逃亡到秦國，士會跟着他逃亡。